# Калач на Дон
Калач на Дон (на руски: Кала́ч-на-Дону́) е град във Волгоградска област на Русия, разположен на големия завой на река Дон. Намира се близо до Цимлянското водохранилище и е на 80 км западно от Волгоград. Център на Калачевския район на Волгоградска област. Населението му през 2010 година е 26 892 души.
Климатът в града е континентален, през зимата средните температури са около −10 °C, през лятото – от 21 до 23 °C.

## История
През 1708 г., на мястото на града е основана казашкото свободно селище (на руски: слобода) Калач. През 1951 г., то е преименувано на Калач на Дон и получава статут на град.
През 1863 г. от Царицин (името на Волгоград по време на царска Русия) до Калач е построена първата във Волгоградска област железопътна линия.

## Икономика
В града има корабостроителен и кораборемонтен завод, речно пристанище, нефтена база, завод за метални конструкции, мебелна фабрика и месокомбинат. Тук се намира и гара „Донска“ – крайната станция на жп линията от Волгоград.

## Култура и социални дейности
В града има Дом на културата, 3 обществени библиотеки, куклен театър, краеведски музей, 4 общи училища, филиал на Волгоградския държавен университет, стадион, детско-юношеска спортна школа. Издава се вестник „Борба“.